# سور الصين العظيم (قصة قصيرة)
سور الصين العظيم (بالألمانية: Beim Bau der Chinesischen Mauer) قصة قصيرة ألمانية من تأليف الكاتب التيشكي فرانز كافكا، كتبها في عام 1917، ولم تنشر حتى عام 1931 بعد سبع سنوات من وفاة كافكا في مجموعة قصص قصيرة قام صديقه ماكس برود بتجميعها ونشرها بنفس عنوان هذه القصة «سور الصين العظيم».
جزء ضمن هذه القصة نُشر بشكل منفصل تحت اسم «رسالة من الإمبراطور» (Eine kaiserliche Botschaft) في عام 1919 في مجموعة القصص القصيرة «طبيب ريفي» (Ein Landarzt). بعض أجزاء القصة تتحدث عن السبب وراء بناء سور الصين العظيم مجزءاً في عدة مواقع.

## وصلات خارجية
- سور الصين العظيم، على ويكي مصدر الألمانية.
- سور الصين العظيم، على الفهرس العالمي.